# بارگالی
بارگاگلی (به ایتالیایی: Bargagli) یک کومونه در ایتالیا است که در استان جنوا واقع شده‌است.

## خصوصیات
بارگاگلی ۱۶٫۲ کیلومترمربع مساحت و ۲٬۷۶۰ نفر جمعیت دارد و ۳۴۱ متر بالاتر از سطح دریا واقع شده‌است.